# Кока-Кола Ред Спаркс
«Кока-Кола Ред Спаркс» (яп. コカ・コーラレッドスパークス, англ. Coca-Cola Red Sparks — «Красные искры») — японский регбийный клуб, выступающий в высшем дивизионе национального регби — Топ-лиге. Команда была создана в 1966 году под названием «Китакюсю Кока-Кола», затем изменила своё название на «Кока-Кола Уэст Джапен». Главным тренером с 2004 года является Сёго Мукаи, возглавлявший японскую сборную на чемпионате мира 2003 года.
Клуб стал участником элитного дивизиона в сезоне 2005/06, когда лига расширилась. Тогда же коллектив получил новое название — «Кока-Кола Уэст Ред Спаркс». Традиционным для японского регби девизом, который регбисты используют в мотивационных целях, стала фраза «Имей мужество, стяжай славу» (англ. Have Guts Have Glory). Своё текущее название «Искры» получили в 2014 году.

## Состав
Состав на сезон 2016/17.